# Verea
Verea es un municipio español de la provincia de Orense, en la comunidad autónoma de Galicia. El término municipal, perteneciente a la comarca de Tierra de Celanova, cuenta con una población de 955 habitantes (INE 2024).

## Historia
Hacia mediados del siglo XIX, el municipio tenía contabilizada una población de 3450 habitantes. Aparece descrito en el decimoquinto volumen del Diccionario geográfico-estadístico-histórico de España y sus posesiones de Ultramar de Pascual Madoz con las siguientes palabras:

VEREA: ayunt. en la prov. y dióc. de Orense (4 leg.), part. jud. de Bande (2), aud. terr. y c. g. de la Coruña (24); sit. al N. E. de la sierra de Leboreiro y confines con Portugal. Reinan todos los vientos; el clima es frio, pero saludable. Comprende las felig. de Albos, San Mamed; Bangueses, San Miguel; Cejó, Sta. Maria; Cejó, San Adrian; Domes, San Martin; Gontan, San Andres; Orille, San Pedro; Pitelos, Sta. Maria; Portela, Sta. Eulalia; Sanguñedo, San Salvador y Verea, Santiago (cap.). Confina el térm. del ayunt. N. con el de Acebedo y Celanova; E. el de Rairiz; S. con el de Bande, y O. con Portugal. El terreno en lo general es montuoso y de mediana calidad; le bañan distintos arroyos, que bajan de las montañas del S. y dan origen á los r. Sorga y Tuño, que van á desaguar en el r. Arnoya, naciendo tambien en Bangueses y monte de Penagache hácia el O. el r. Deba que se dirige al Miño. Los caminos son vecinales, en mal estado y conducen á los ayunt. limítrofes y á Portugal. prod.: maiz, centeno, algun trigo, lino, patatas, castañas, legumbres, maderas, leña y pastos; se cria ganado vacuno, de cerda, lanar y cabrío; caza de perdices, liebres, conejos y animales dañinos y pesca de anguilas, truchas y otros peces. ind.: la agricultura, molinos harineros y telares de lienzo ordinario. pobl.: 690 vec., 3,450 almas. contr.: 31,655 rs.
(Madoz, 1849, pp. 673-674)

## Geografía humana

### Demografía
Cuenta con una población de 955 habitantes (INE 2024).
| Gráfica de evolución demográfica de Verea entre 1842 y 2021                                                           |
| |
| Población de derecho según los censos de población del INE. Población de hecho según los censos de población del INE. |

### Organización territorial
El municipio está formado por cuarenta entidades de población distribuidas en once parroquias:
- Albos (San Mamed)[7]
- Bangueses (San Miguel)
- Cejo (San Adrián)[5][8]
- Domés (San Martín)[9]
- Gontán (San Andrés)[10][11]
- Orille[5] (San Pedro)[12][13]
- Pitelos (Santa María)
- Portela (Santa Eulalia)[12][14]
- Sanguñedo (San Salvador)
- Santa María de Cejo (Santa María)[5][8]
- Verea[15] (Santiago)